# استریموود (ایلینوی)
استریموود (به انگلیسی: Streamwood) یک روستا در ایالات متحده آمریکا است که در ایلینوی قرار دارد. استریموود ۲۰٫۲۵ کیلومتر مربع مساحت و ۳۹٬۸۵۸ نفر جمعیت دارد.